# Jean-Baptiste Margat de Tilly
Jean-Baptiste Margat de Tilly est un Jésuite, écrivain et missionnaire, né à Bourges le 18 février 1689, et mort à Saint-Domingue le 24 mars 1747 

## Biographie
Il est entré comme novice dans la Compagnie de Jésus le 17 septembre 1706.
Dans le livre Ludovico XV. Primum septennium emenso feliciter Musarum Gratulatio, in regio Ludovici Magni collegio Societatis Jesu, il a rédigé La conqueste de l'empire des cœurs, par le prince des lys. Allégorie, publié en 1717.
Il a été missionnaire aux Antilles à partir de 1717. Jusqu'en 1730, il a été curé dans la paroisse de La Petite Anse, près de Cap-Français, puis à Cap-Français. Il a dû revenir en France quelques années.
Dans le Journal de Trévoux de juin 1730, on annonce qu'il doit donner aussi diligemment que possible des Mémoires géographiques, géographiques, historiques, physiques et économiques de Saint-Dominique. Dans cet article, il a indiqué que le café planté à Saint-Domingue a été apporté en 1715 par M. de Pomesnil qui avait pris les arbres à café à Cayenne en 1707. Ces mémoires n'ont jamais été publiés.
Il a écrit quatre lettres depuis Saint-Domingue, datées du 25 février 1725, 2 février 1729, 20 novembre 1730 et 20 juillet 1743. Les trois premières lettres sont écrites à La Petite Anse, la dernière de Cap-Français.
Il a publié dans le Journal de Trévoux de juin 1738 un mémoire intitulé Explication physique de la noirceur des Nègres
Il a rédigé l' Histoire de Tamerlan, empereur des mogols et conquérant de l'Asie en 2 volumes éditée en 1739 par le Père jésuite Pierre Brumoy. Elle a été composée à partir de deux textes arabes de Sharaf ad-Din Ali Yazdi et Ahmad ibn Arabshah. Mais cette édition a été condamnée et supprimée par la censure qui y a vu un portrait à peine déguisé et peu complaisant du Régent dans le deuxième tome, à partir de la page 90. Le Père Margat de Tilly est à Saint-Domingue à l'abri de toutes poursuites mais le Père Brumoy a dû se retirer à Arras.

## Publication
- Histoire de Tamerlan, empereur des mogols et conquérant de l'Asie, chez Hippolyte-Louis Guérin, Paris, 1739 Première partie,  Seconde partie

## Pour approfondir